# فهد المسعود
فهد عبد العزيز فهد المسعود (1961-) سياسي كويتي، ونائب في مجلس الأمة الكويتي.

## السيرة الذاتية
وُلد فهد المسعود بالكويت عام 1961، وحصل على بكالوريوس في هندسة الكمبيوتر، وشارك لأول مرة في انتخابات مجلس الأمة الكويتي (فبراير 2012) في الدائرة الأولى، وجاء في المركز الواحد والثلاثون برصيد 1,090 صوت وخسر بالانتخابات، كما شارك في انتخابات مجلس الأمة الكويتي 2020 في الدائرة الثانية، وجاء في المركز الخامس عشر برصيد 1,252 صوت وخسر بالانتخابات، كما شارك في انتخابات مجلس الأمة الكويتي 2022 في الدائرة الثانية، وجاء في المركز الحادي عشر برصيد 1,801 صوت وخسر بالانتخابات، كما شارك في انتخابات مجلس الأمة الكويتي 2023 في الدائرة الثانية، وحصل على المركز الثامن برصيد 2,652 صوت وفاز بالانتخابات.

## المناصب والمؤهلات
- حاصل على بكالوريوس في هندسة الكمبيوتر – الولايات المتحدة.
- حاصل على ماجستير في هندسة الكمبيوتر.
- مهندس كمبيوتر في مؤسسة الخطوط الجوية الكويتية من (1984 – 2013).
- محاضر مشارك في الهيئة العامة للتعليم التطبيقي والتدريب - كلية التربية الأساسية – قسم الحاسوب بنظام الانتداب (2009 – 2017).